# Burgen und Stadtmauern von König Eduard I. in Wales

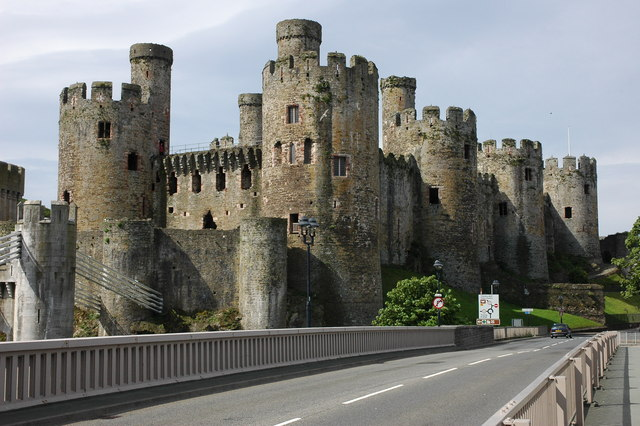
Conwy Castle, eine der von Eduard I. in Wales errichteten Burgen

Die Burgen und Stadtmauern von König Eduard I. in Wales wurden gegen Ende des 13. Jahrhunderts zur Beherrschung von Wales errichtet. Der Bau der Burgen und Städte durch den englischen König Eduard I. war eines der ambitioniertesten und größten mittelalterlichen Burgenbauprogramme in Europa.

## Geschichte

### Burgen als Instrument der normannischen Herrschaft

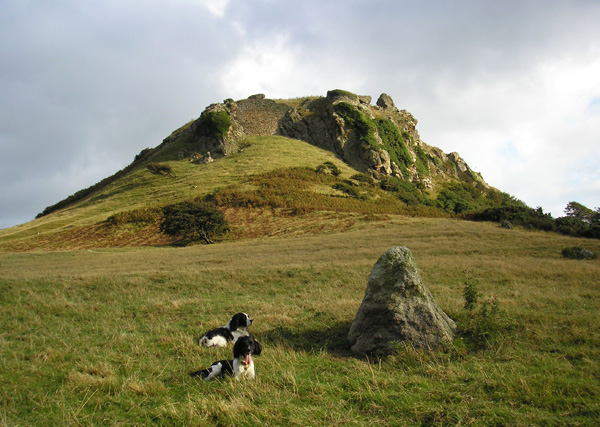
Nur noch wenige Ruinen zeugen vom einst mächtigen Deganwy Castle

Die Errichtung von Burgen diente schon zu Beginn der normannischen Eroberung von Wales ab Mitte des 11. Jahrhunderts als klassisches Instrument zur Kontrolle und Beherrschung des eroberten Landes. Um die Mitte des 13. Jahrhunderts hatte der englische König Heinrich III. vergeblich versucht, durch den Bau von mächtigen neuen Burgen wie Builth, Painscastle, Dyserth und Deganwy Castle die Kontrolle über Wales zu gewinnen. Er konnte jedoch die 1247 im Vertrag von Woodstock gewonnene Oberherrschaft über Wales militärisch nicht behaupten. Seine Burgen widerstanden nicht den walisischen Angriffen und wurden erobert und zerstört.

### Beginn des Burgenbauprogramms von Eduard I.
Sein Sohn Eduard I. begann bereits während seines erfolgreichen ersten Feldzugs gegen Wales 1277 mit dem Bau von neuen Trutzburgen, die die englische Herrschaft im eroberten Wales sichern sollten. Die neuen Festungen entstanden, bis auf Builth Castle in Mittelwales, alle an der Nord- und Westküste. Eduard I. versuchte, ganz Wales unter englische Kontrolle zu zwingen und administrativ, wirtschaftlich, juristisch und kulturell mit England gleichzuschalten.

### Ausweitung des Burgenbauprogramms
Im März 1282 kam es daraufhin zu einem fast landesweiten Aufstand in Wales, auf den Eduard mit einem neuen Feldzug antwortete. Er ließ nun bis zum Sommer 1283 auch das schwer zugängliche Snowdonia, das in den Kriegen Rückzugsort und Widerstandszentrum der walisischen Fürsten war, erobern. Zwar war die neue Burg Aberystwyth Castle zu Beginn des Aufstands durch eine List erobert worden, doch die neuen Burgen von Flint und Rhuddlan hatten den walisischen Angriffen widerstanden. Dies bestärkte den König in seiner Entscheidung, durch den Bau von weiteren Burgen Snowdonia weiter einzuschließen, um weitere walisische Aufstände zu verhindern. In Gwynedd begann er 1283 mit dem Bau von drei weiteren Burgen,  von denen Caernarfon Castle als Residenz des neuen englischen Fürsten von Wales geplant wurde und deshalb besonders aufwändig gestaltet wurde. Daneben wurden eroberte walisische Burgen wiederhergestellt und ausgebaut, um als englische Stützpunkte zu dienen. 

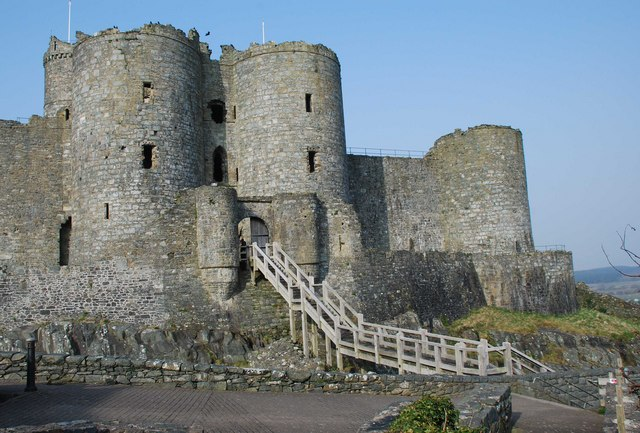
Die Torburg von Harlech Castle

### Organisation des Bauprogramms
Für den Bau dieser Burgen wurden Ressourcen aus ganz England herangezogen. 1283 und 1284 arbeiteten allein 4000 Arbeiter, die teils mit Waffengewalt zum Burgenbau nach Wales gebracht worden waren, am Bau von Harlech, Caernarfon und Conwy Castle. Durch diese enorme Konzentration von Arbeitskräften und Material wurden die gewaltigen Burgen und Befestigungen in relativ kurzer Zeit, teils bereits 1289, fertiggestellt. Das gigantische Bauprogramm stellte jedoch eine enorme organisatorische und wirtschaftliche Belastung für England dar. Für die Finanzierung des Bauprogramms musste der König dem Parlament immer neue Steuergelder abringen, darüber hinaus verschuldete er sich tief bei toskanischen Bankiers. Für den Bau der Burgen gab Eduard I. innerhalb von 12 Jahren über 60.000 Pfund aus, was dem zehnfachen seines Jahreseinkommens entsprach. Für den weiteren Ausbau der Burgen, besonders von Caernarfon Castle, gab sein Sohn Eduard II. weitere 30.000 Pfund aus. Die für diese enormen Summen errichteten Burgen sollten jedoch weitere, kostspielige Kriege verhindern. Alleine der zweite Feldzug von 1282 bis 1283 soll über 90.000 Pfund, nach anderen Berechnungen bis zu 150.000 Pfund gekostet haben.

### Bewährung der Burgen während walisischer Aufstände

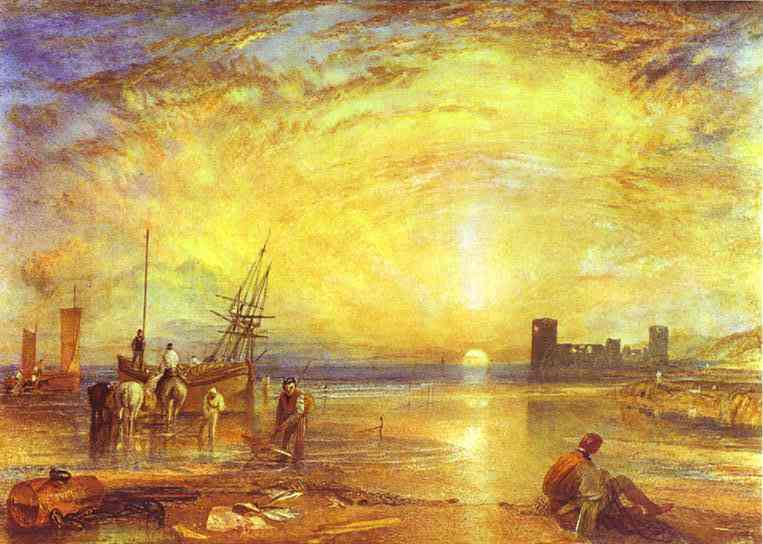
Flint Castle, Gemälde von William Turner

Während des Aufstands des walisischen Lord Maredudd ap Rhys 1287 wurden die im Bau befindlichen Burgen an der Nordküste von Wales nicht direkt bedroht. Deshalb konnten Soldaten und Arbeiter zur Niederschlagung der Rebellion von den dortigen Baustellen abgezogen werden. Die Bauarbeiter errichteten eine Blide, mit deren Hilfe Maredudds Festung Dryslwyn Castle in drei Wochen sturmreif geschossen wurde.
Eine größere Bedrohung für die englische Herrschaft stellte der walisische Aufstand von 1294 bis 1295 dar, der durch die hohe Besteuerung der Waliser mit entfacht wurde. Während das noch im Bau befindliche Caernarfon Castle von den Rebellen erobert wurde, widerstanden Aberystwyth, Harlech, Flint, Rhuddlan und Conwy Castle den Angriffen der Waliser. Während der Belagerungen wurden Aberystwyth, Harlech und Conwy mit Schiffen aus Irland und Bristol mit Nachschub versorgt. Zahlreiche nicht so stark befestigte Burgen der Marcher Lords wie Denbigh, Ruthin, Mold und Hawarden wurden dagegen von den Aufständischen erobert. Der König antwortete auf diesen erneuten Aufstand mit dem Bau von Beaumaris Castle, das die Insel Anglesey beherrschen sollte. Der Bau von Beaumaris und Caernarfon Castle zog sich noch bis 1330 hin, dann wurde der Ausbau der Burgen eingestellt.
Nachdem sich die englische Herrschaft in der zweiten Hälfte des 14. Jahrhunderts gefestigt hatte, sank ihre militärische Bedeutung. Als 1400 jedoch die Rebellion von Owain Glyndŵr ausbrach, konnten sie erneut ihre militärische Stärke beweisen. Harlech und Aberystwyth Castle wurden erst nach langen Belagerungen erobert, wogegen Caernarfon Castle trotz Eroberung des Umlands jahrelang den walisischen Angriffen trotzen und nicht erobert werden konnte. Während der Rosenkriege gelangte Harlech Castle zu Berühmtheit, als es als letzter Stützpunkt der Lancaster-Dynastie in Wales erst nach jahrelanger Belagerung 1468 von den Yorkisten erobert werden konnte. 

### Die Burgen nach dem 15. Jahrhundert
Nach dem Ende der Rosenkriege verloren die Burgen schließlich endgültig ihre Bedeutung, die meisten wurden nur noch wenig genutzt und verfielen. Einige dienten noch während des englischen Bürgerkriegs als militärische Stützpunkte, so dass sie bei Kämpfen beschädigt oder wie Aberystwyth Castle nach Ende des Bürgerkriegs geschleift wurden. 
Im 19. Jahrhundert begannen Renovierungs- und Sicherungsarbeiten an den Ruinen. Caernarfon Castle diente 1911 und erneut 1969 als Schauplatz einer feierlichen Investitur des britischen Thronfolgers als Prince of Wales. 1986 wurden die am besten erhaltenen Burgen, Caernarfon, Beaumaris, Conwy und Harlech Castle sowie die erhaltenen Stadtbefestigungen von Conwy und Caernarfon in das Weltkulturerbe der UNESCO aufgenommen. 

## Anlage

### Burgen
Die Burgen wurden von dem aus Savoyen stammenden James of St. George entworfen, dem besten Militärbaumeister seiner Zeit. Er lieferte nicht nur die Entwürfe für die Burgen, sondern war als Oberaufseher auch für die Ausführung der Bauarbeiten verantwortlich. Für die meisten Burgen wurden neue Standorte gewählt, nur Builth und Caernarfon wurden auf den Bauplätzen älterer Burgen errichtet, von denen jedoch keine Mauern erhalten waren. Alle Burgen bis auf das im Landesinneren gelegene Builth Castle hatten einen Zugang zu einem Anlegeplatz und konnten so während einer Belagerung mit Schiffen oder Booten versorgt werden. Jede der Burgen wurde unterschiedlich geplant, James of St. George nahm vor allem die Kreuzfahrerburgen in Palästina, die Befestigungen von Konstantinopel, Burgen in Südfrankreich und das in Südostwales gelegene Caerphilly Castle zum Vorbild. Beim Bau der Burgen wurden so die neuesten Erkenntnisse des mittelalterlichen Festungsbaus umgesetzt. Sie besaßen starke Ringmauern mit zahlreichen Schießscharten und runden Flankierungstürmen. Die Burgtore wurden stark befestigt und meist durch mächtige Torburgen geschützt. Zugunsten des starken Mauerrings wurde bei den meisten Burgen auf den Bau eines Keep verzichtet. Harlech und Beaumaris Castle waren als konzentrisch angelegte Burgen mit einer doppelten Ringmauer besonders schwer befestigt. 

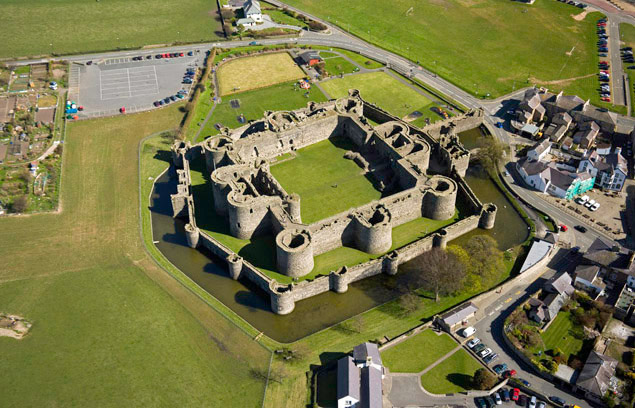
Luftbild von Beaumaris Castle mit seinen konzentrischen Ringmauern

### Stadtmauern
Neben den Burgen von Flint, Conwy, Caernarfon, Beaumaris sowie der bestehenden Burg von Denbigh gründete Eduard I. neue Städte. Während Flint und Rhuddlan nur mit Palisade, Wall und Graben befestigt waren und Beaumaris unbefestigt blieb, wurden Conwy, Caernarfon und Denbigh nach Vorbildern aus Südfrankreich als Bastide mit mächtigen Stadtmauern befestigt. Die ursprüngliche Idee einer Bastide kam aus der Gascogne, die ebenfalls zum Reich von Eduard I. gehörte. Burg und Stadt bildeten dabei eine militärische Einheit, die Stadt wurde dabei mit rechtwinkligen Straßenraster nach militärischen Gesichtspunkten angelegt. Die Bastiden in Wales wurden mit englischen Siedlern bevölkert und sollten als neue Wirtschafts- und Verwaltungszentren dienen. Waliser durften die Städte nur tagsüber und unbewaffnet betreten. Diese Regelungen blieben ins 18. Jahrhundert gültig. 

## Von Eduard I. gebaute oder umgebaute Burgen in Wales
Zum Burgenbauproamm von Eduard I. in Wales gehören (in der Reihenfolge des Baubeginns):
1. Builth Castle, als einzige Burg ab Mitte 1277 im Landesinneren erbaut;
2. Flint Castle; als erste Burg in Nordwales im Juli 1277 begonnen. Die neue Burg ersetzte die alten Burgen von Hawarden und Mold. Die Burg erhielt einen ungewöhnlichen, außerhalb der Kernburg liegenden Keep;
3. Aberystwyth Castle wurde ab Juli 1277 in Westwales anstelle früherer Burgen in der Region erbaut;
4. Rhuddlan Castle ersetzte das zerstörte Dyserth Castle. Die Burg wurde als erste Burg von Eduard I. mit fast konzentrischen Mauerringen erbaut. Für die Burg wurde der Clwyd begradigt und schiffbar gemacht, um die Burg auch per Schiffen erreichbar zu machen;
5. Conwy Castle wurde ab März 1283 innerhalb 4 ½ Jahren an der Mündung des River Conwy, der das Kernland von Gwynedd im Osten begrenzt, erbaut. Die Burg ersetzte das zerstörte Deganwy Castle.
6. Harlech Castle wurde ab April 1283 an der Westküste mit zwei konzentrischen Mauerringen erbaut;
7. Caernarfon Castle war die aufwändigste Burg des Bauprogramms, da die Burg nicht nur als Festung, sondern auch als Residenz eines neuen englischen Fürsten von Wales dienen sollte. Die Burg wurde deshalb besonders architektonisch gestaltet, jedoch nie von einem Fürsten von Wales bewohnt;
8. Beaumaris Castle war die letzte von Eduard I. in Nordwales erbaute Burg. Mit dem Bau wurde erst 1295 begonnen. Die als perfekte konzentrisch angelegte Burg sollte die Insel Anglesey und das östliche Ende der Menai Strait beherrschen.

Die eroberten walisischen Burgen Castell y Bere, Criccieth, Dolwyddelan and Caergwrle wurden wieder aufgebaut. Dazu wurden weitere Burgen der Marcher Lords in Nordwales vermutlich mit finanzieller Unterstützung des Königs ausgebaut, darunter Chirk, Denbigh, Hawarden, Holt und Ruthin Castle. Auch in Südwales wurden einige Burgen der Marcher Lords wie Kidwelly, Usk, Laugharne und Llansteffan Castle, vermutlich mit finanzieller Unterstützung des Königs, ausgebaut, dazu die königliche Burg Carmarthen Castle.